# François af Orléans (1961-2017)
François af Orléans, greve af Clermont (fransk: François Henri Louis Marie d'Orléans) (født 7. februar 1961 i Boulogne-Billancourt, Hauts-de-Seine, Île-de-France, Frankrig – død 30. december 2017 i Nantes, Bretagne, Pays de la Loire, Frankrig) var en fransk prins, der fra 1999 til 2017 var én af Frankrigs tre titulære kronprinser (dauphin de France).

## Forfædre
Prins François var søn af prins Henri af Orléans og Marie-Thérèse af Württemberg og sønnesøn af prins Henri af Orléans, greve af Paris, der var fransk tronprætendent fra 1940 til 1999.

## Dauphin de France
Prins François's farfar (Henri af Orléans, greve af Paris) døde den 9. juni 1999. Derefter blev François's far tronprætendent, og François selv blev titulær kronprins (dauphin de France).

## Haresyge
Under graviditen blev prins François's mor inficeret med haresyge (Toxoplasma gondii). 
Som følge af infektionen blev prins François mentalt handicappet. Derfor blev det besluttet, at han skulle under formynderskab, hvis at han skulle blive tronprætendent.